# Eliza Dzwonkiewicz
Eliza Klaudia Dzwonkiewicz (ur. 20 marca 1976 w Warszawie) – polska harcerka, urzędniczka, menedżerka. W latach 2016–2017 pełniąca obowiązki dyrektora Narodowego Centrum Kultury, w latach 2019–2024 konsul generalna we Lwowie.

## Życiorys
Ukończyła ukrainistykę na Wydziale Lingwistyki Stosowanej Uniwersytetu Warszawskiego (2004), podyplomowe studia wschodnie Studium Europy Wschodniej UW oraz studia menadżerskie z zakresu zarządzania zasobami ludzkimi z elementami coachingu Wyższej Szkoły Bankowej w Poznaniu.
Pracowała w Fundacji Ośrodka KARTA (2002–2005), w Urzędzie Miasta Warszawy (ok. 2007). Była również przez trzy lata członkinią Zarządu Fundacji „Pomoc Polakom na Wschodzie”, nadzorując programy edukacyjne i inwestycyjne. Podczas wojny rosyjsko-gruzińskiej w 2008, z ramienia Fundacji, udała się z rządową pomocą do Tbilisi, a następnie do okupowanego wówczas przez Rosjan Gori. Od 2010 do 2016 stała na czele zarządu Fundacji Banku Zachodniego WBK, odpowiadając za koordynację wolontariuszy banku, którzy uczyli przedsiębiorczości i podstaw ekonomii polską młodzież w Wilnie, Grodnie, Baranowiczach, Wołkowysku, Stryju, Lwowie, Kamieńcu Podolskim i Stanisławowie. Od kwietnia 2016 była wicedyrektorką i p.o. dyrektora Narodowego Centrum Kultury. Następnie powróciła do organizacji pozarządowych. Tworzyła Fundację Polskiej Grupy Zbrojeniowej, pełniła funkcję prezes zarządu Fundacji LOTTO.
Od 28 października 2019 do września 2024 była konsul generalną we Lwowie.
Honorowa członkini Związku Młodocianych Więźniów Politycznych z lat 1944–56 „Jaworzniacy”, odznaczona krzyżem Stowarzyszenia WiN.
Podharcmistrzyni Związku Harcerstwa Rzeczypospolitej. Wchodziła w skład Rady Naczelnej (2004–2006), Komisji Rewizyjnej (2006–2008). Pełniła funkcje: redaktor naczelnej czasopisma „Instruktor” (styczeń 2003 – październik 2004), Szefa Służby na Mazowszu, kierującej Wydziałem Polaków Poza Granicami Kraju, członkini Wydziału Wschodniego Naczelnictwa ZHR.